# Jasmine (novela)
Jasmine es una novela de la autora india y americana Bharati Mukherjee ambientada en los años 80,que trata sobre una joven india en Estados Unidos que, intentando adaptarse al estilo de vida americano para poder sobrevivir, cambia de identidad varias veces. Las propias experiencias de dislocación y desplazamiento de Mukherjee en su vida la ayudan a expresar la experiencia inmigrante del protagonista de esta novela, cuyo nombre y personalidad varía entre Jyoti o Jasmine o Jane o Jase.    

## Argumento
Jasmine, que se basó en un cuento anterior recogido en su premiada obra The Middleman and Other Stories, en el que cuenta la historia de una joven de diecisiete años que quedó viuda tras el asesinato de su marido en un atentado. Ella y su esposo ya tenían planeado mudarse a Florida, y a raíz de su muerte Jasmine continúa con el viaje por su cuenta. En su camino se enfrenta muchos obstáculos mientras viaja desde Florida a la ciudad de Nueva York y a Iowa .
La novela comienza con Jasmine contando una historia de su infancia sobre un astrólogo que predice su futuro de viuda que vive en el exilio. Posteriormente la encontramos en Baden, Iowa, donde Jasmine (conocida allí como Jane) tiene 24 años, está embarazada y vive con un  banquero mayor que está en silla de ruedas, y su hijo adoptivo Du. Jane no quiere casarse, por razones que desconocemos. Bud también está en silla de ruedas porque le dispararon en la espalda hace dos años. 
La novela continúa recordando su vida en Hasnapur, distrito de Jullundhar, Punjab, India. Allí se la conoce como Jyoti. Tiene un maestro llamado Masterji, que le enseña inglés. Masterji insta a Jyoti a continuar con su educación en lugar de casarse. Poco después de la muerte del padre de Jyoti, ella conoce a Prakash, con quien se casa y será el quien comience a llamarla  Jasmine.
Por "una cuestión de deber y honor", Jasmine continúa con los planes de Prakash de mudarse a Florida, viajando en avión, tren y barco. 
En su viaje, sufre un asalto sexual por parte del capitán del barco, Half-Face, a quien termina matando. Posteriormente, se traslada a través de diferentes ciudades de Estados Unidos, buscando estabilidad y un nuevo comienzo. Se encuentra con varias personas que la ayudan y le dan trabajo, entre ellas Lillian Gordon en Nueva York y más tarde, la familia Hayes, para quienes trabaja cuidando de su hija adoptiva, Duff. Durante este tiempo, Jasmine lucha contra su identidad y el deseo de tener una vida propia, a pesar de los traumas y pérdidas que ha enfrentado.
Su vida toma un giro inesperado cuando, viviendo en Iowa bajo el nombre de Jane, enfrenta la muerte de Bud, un hombre importante en su vida, y el regreso de Taylor y Duff, quienes le ofrecen una nueva oportunidad de felicidad. Luchando con su lealtad hacia su pasado y la posibilidad de un futuro diferente, Jasmine decide dejar atrás su vida como Jane y seguir a Taylor y Duff, eligiendo un camino incierto pero lleno de esperanza hacia el reajuste de su destino.

## Personajes principales
- Jyoti/Jasmine/Jane/Jase: la protagonista de la novela. La llaman con diferentes nombres a lo largo de su viaje desde la India hasta Iowa, y cada nombre significa momentos cruciales de su vida.
- Prakash Vijh: el primer marido de Jasmine con quien se casa mientras está en Hasnapur, India. Es un "hombre moderno, un hombre de ciudad" que tiene dos trabajos: reparador y contable mientras estudia para sus exámenes de diploma.
- Taylor: empleador e interés amoroso de Jasmine. Es el padre de Duff, la joven de quien Jasmine trabaja como niñera cuando vive en Nueva York.
- Bud Ripplemeyer: el marido de Jasmine, a quien conoce a través de su madre en Iowa. Trabaja en un banco y queda paralizado cuando le disparan.
- Du Thien: hijo vietnamita adoptivo de Jasmine y Bud. Tiene catorce años cuando lo adoptan, pero diecisiete durante la novela.
- Darrell Lutz: vecino de Jasmine mientras estaba en Iowa. Parece estar enamorado de Jasmine. Es un granjero y lucha por conseguir un préstamo del banco de Bud en la novela.
- Karin: la exesposa de Bud a quien deja por Jasmine.

- Masterji: profesora de Jyoti, que la anima a aprender inglés.
- Profesor Vadhera: profesor de Prakash que vive en la ciudad de Nueva York. Alienta a Prakash a postularse para el Instituto Internacional de Tecnología de Florida. Acoge a Jasmine cuando llega a Nueva York.
- Mataji: la madre de Jyoti, que presiona a Jyoti para que permanezca en la escuela tres años más que sus hermanas.
- Pitaji: el padre de Jyoti.
- Dida: la madre de Pitaji, que no quiere que Jyoti permanezca en la escuela. Encuentra un novio para Jyoti, pero Masterji convence a la familia para que la dejen continuar con sus estudios.

## Recepción
- Seleccionado como libro destacado del año por la New York Times Book Review .

## Reseñas en publicaciones académicas
- Reddy, Vanita (2013). «Beauty and the Limits of National Belonging in Bharati Mukherjee's "Jasmine"». Contemporary Literature 54 (2): 337-368. doi:10.1353/cli.2013.0018.
- Kain, Geoffrey (1993). «"Suspended Between Two Worlds": Bharati Mukherjee's "Jasmine" and the Fusion of Hindu and American Myth». Journal of South Asian Literature 28 (1/2): 151-158.
- Ninh, Erin Khuê (2013). «Gold-Digger: Reading the Marital and National Romance in Bharati Mukherjee's "Jasmine"». MELUS 38 (3): 146-159. doi:10.1093/MELUS/mlt030.